# Boiadeiro das Ardenas
A boiadeiros das Ardenas (português brasileiro) ou boieiro das Ardenas (português europeu)[Nota] (em francês:  Bouvier des Ardennes) é uma raça canina originária da Bélgica. Nomeados após ter reconhidas suas habilidades em conduzir gado, tem seu físico moldado em virtude da região na qual era usado, o que manteve no padrão os caninos mais aptos e forte. Em sua história está ainda o seu uso como cão de rastreio de caças - como javalis e cervos - e como invasores nas guerras mundiais. Fisicamente apresenta-se como animal rústico de médio porte, cuja ossatura é pesada; sua pelagem é áspera formando bigodes e barba.